# Et in Arcadia ego
Los pastores de Arcadia (en francés, Les Bergers d’Arcadie), conocida popularmente como Et in Arcadia ego, es un cuadro del pintor francés Nicolas Poussin. Está realizado al óleo sobre lienzo. Mide 85 cm de alto y 121 cm de ancho. Fue pintado en 1637 y 1638. Se encuentra en el Museo del Louvre, de París (Francia). La obra pertenece al género mitológico, alegórico y bucólico, y representa a tres pastores idealizados y una dama dispuestos ante una tumba austera.

## El término y su origen
Con este título, Nicolas Poussin (1594–1665) pintó dos cuadros pastorales que representan pastores idealizados de la Antigüedad clásica, rodeando una austera tumba. Esta es la segunda versión, la más famosa.
La frase es un memento mori: "Et in Arcadia ego" se traduce literalmente por "también yo en la Arcadia (estoy)", o "incluso en Arcadia (estoy) yo"; se podría interpretar como "yo, la muerte, reino incluso en la Arcadia'".
Sin embargo, el biógrafo de Poussin, Andre Felibien, interpreta que quiere decir que "la persona enterrada en esta tumba ha vivido en la Arcadia"; en otras palabras, que ellos también en un tiempo disfrutaron de los placeres de la vida sobre la tierra. Se considera normalmente que la interpretación correcta es la primera. De cualquiera de las dos formas, el sentimiento pretendía establecer un contraste irónico al representar la sombra de la muerte sobre el usual entretenimiento y alegría que se supone que disfrutaban las ninfas y demás habitantes de la Arcadia. Tradicionalmente, se considera un símbolo de la caducidad de la vida, incluso en sus momentos más idílicos.

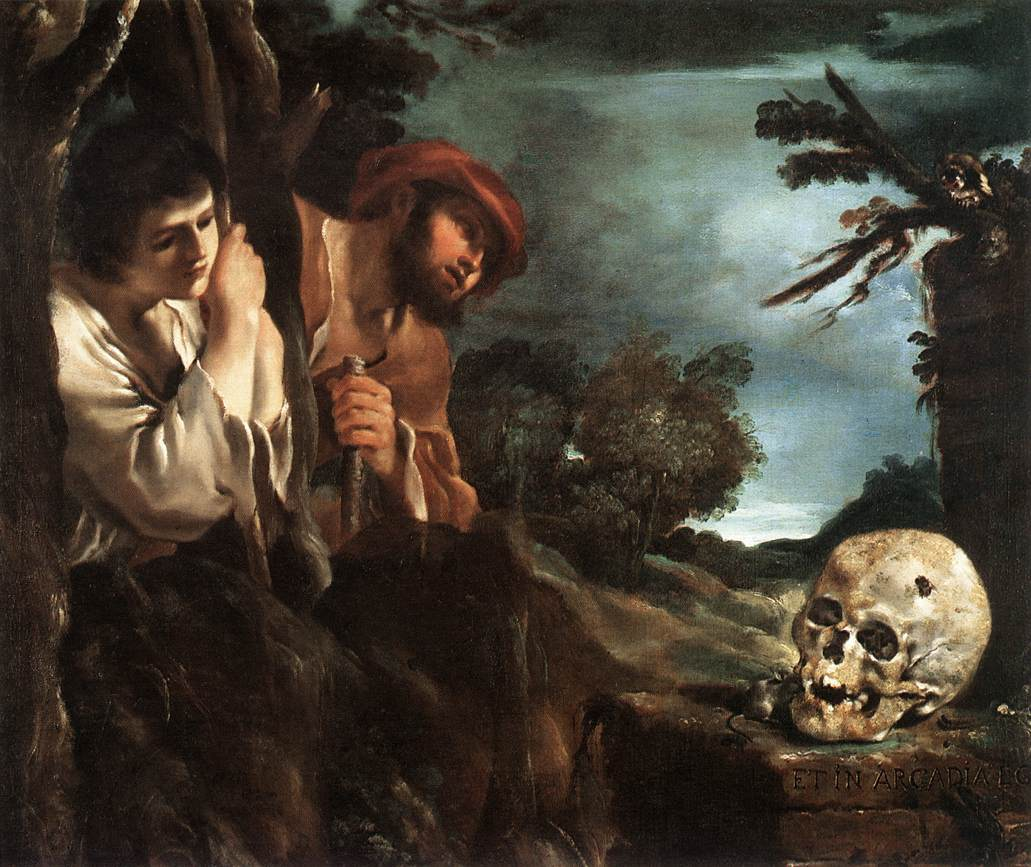
Obra sobre el mismo tema, de Guercino, 1622.

La primera aparición de una tumba con una inscripción conmemorativa (a Dafnis) en los paisajes idílicos de la Arcadia aparece en una obra de Virgilio: Bucólicas V 42 ff. Virgilio cogió a los rústicos sicilianos idealizados que habían aparecido por vez primera en los Idilios de Teócrito y los ubicó en el primitivo distrito griego de Arcadia (véase Bucólicas VII y X). La idea fue retomada en el círculo de Lorenzo de Médicis en los años 1460 y 1470, durante el Renacimiento Florentino. En su obra pastoral Arcadia (1504), Jacopo Sannazaro estableció la percepción de comienzos de la Era Moderna sobre la Arcadia como un mundo perdido de idílico encanto, recordado con tristeza. En los años 1590, sir Philip Sidney hizo circular copias de su romance La Arcadia de la Condesa de Pembroke, que pronto dio a la imprenta. La primera representación pictórica de este familiar memento mori que fue popularizado en la Venecia del siglo XVI, ahora más vívido y concreta con la inscripción ET IN ARCADIA EGO, es la versión de Guercino, pintada entre 1618 y 1622 (Galería Barberini, Roma), en la que la inscripción gana fuerza debido a la presencia de un cráneo en el fondo, debajo del cual están grabadas las palabras.
La obra se incluyó en la exposición del Louvre en Atlanta, que se organizó para el High Museum of Art y se inauguró en enero del 2007.

## Análisis del cuadro
Poussin sitúa a unos pastores con sus atributos, coronas y bastones, en un paisaje plácido y luminoso. Han perdido todo gesto de turbación ante la muerte, el cráneo que había en una versión anterior ha desaparecido, su actitud de leer y descifrar nos indica que son pastores cultos.

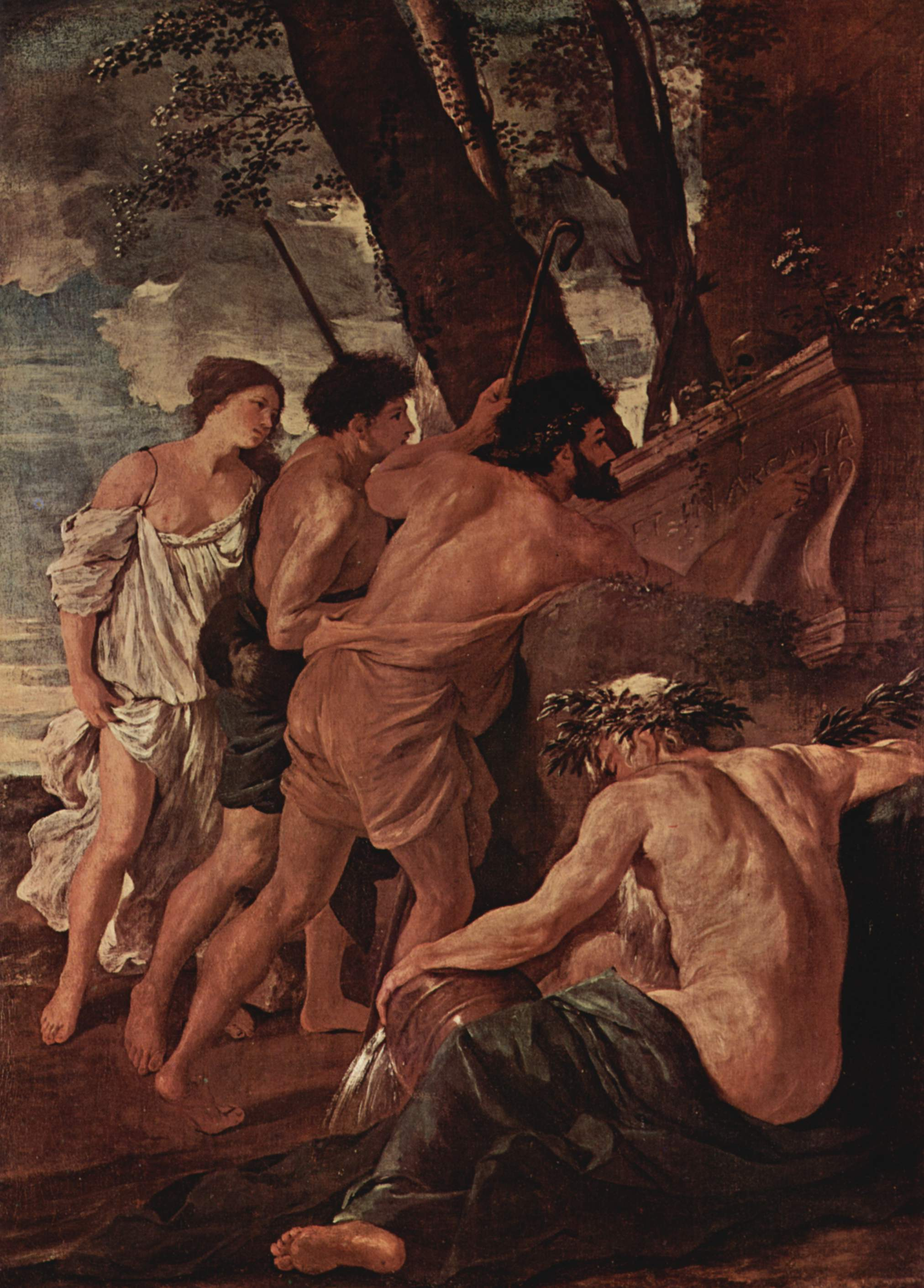
Los pastores de la Arcadia (Les Bergers d’Arcadie, ca. 1628 - 1630). Este óleo sobre lienzo de 101 x 82 cm es la primera versión de Poussin sobre el tema. En ella se ve una tumba diferente, mas con la misma inscripción.

La primera versión de Poussin de este tema (hoy en la mansión Chatsworth House, en Derbyshire, Inglaterra) pudo ser encargada como una imitación de la versión de Guercino. Tiene un estilo más Barroco que la versión posterior, característico de las primeras obras de Poussin. En el cuadro de Chatsworth los pastores están descubriendo de forma activa la tumba semiescondida, y leyendo la inscripción con expresiones curiosas. La pastora, en pie a la izquierda, posan de un modo sexualmente sugerente, muy distinto de su austero contrapunto de la versión posterior. La versión posterior tiene una composición mucho más geométrica, y las figuras son mucho más contemplativas. La cara de la pastora, que recuerda a una máscara, cumple las convenciones del clásico "perfil griego".

## Teorías de conspiración
La frase latina "et in Arcadia ego" parece incompleta, al no aparecer expresamente ningún verbo. En realidad, el latín, como otros idiomas, permite estructuras elípticas omitiendo formas del verbo “ser” que se encuentran sobreentendidas. Este supuesto defecto ha llevado a algunos pseudohistoriadores y novelistas a creer que representa algún mensaje esotérico en un código posiblemente anagramático, dentro de teorías conspirativas sobre el supuesto Priorato de Sion. "Et in Arcadia ego" sería el presunto lema de la familia Plantard y del Priorato de Sion, según una reivindicación aparecida por primera vez en 1964.
Esta teoría es mencionada en el polémico libro El enigma sagrado, de Richard Leight y Michael Baigent.

## Literatura
Johann Wolfgang von Goethe inicia su Viaje a Italia con esta expresión.
El primer capítulo de la novela Retorno a Brideshead, de Evelyn Waugh, se titula con la frase Et in Arcadia ego: relata el regreso del protagonista, Charles Ryder, convertido en oficial del Ejército Británico en la Segunda Guerra Mundial, a la mansión de Brideshead, que para él representa la Arcadia, un lugar de felicidad en su juventud. El primer episodio de la serie de televisión británica de 1981 protagonizada por Jeremy Irons y Anthony Andrews, correspondiente a esa misma obra, también se llama así. La serie se rodó precisamente en la mansión Chatsworth donde se encuentra la primera versión del cuadro. 
El tercer capítulo de la novela Jo confesso del catalán Jaume Cabré también utiliza la expresión.
También en la novela Meridiano de sangre, de Cormac McCarthy, el juez Holden lleva inscrita la frase "et in Arcadia ego" en su rifle.
En la primera parte de la novela de William Faulkner El ruido y la furia, Jason padre utiliza la expresión en un diálogo con uno de sus hijos.

## Cine
En 1956 estrenó Luis Buñuel La mort en ce jardin, a la que la obra de Poussin presta sentido: un tema de la película es la aparición de la muerte en donde la abundancia debería traer la paz.